# Cotul Sălăgeni
Cotul Sălăgeni este o arie protejată de interes național ce corespunde categoriei a IV-a IUCN (rezervație naturală de tip acvatic) situată în județul Iași, pe teritoriul administrativ al comunei Grozești.

## Localizare
Aria naturală se află în partea sud-estică a județului Iași, în Podișul Moldovei, în teritoriul nord-estic al satului Sălăgeni, în apropierea drumului județean DJ 249 (Grozești - Sălăgeni - Colțu Curnii).

## Descriere
Rezervația naturală cu o suprafață de 5,81 hectare a fost declarată arie protejată prin Legea Nr.5 din 6 martie 2000 și este o zonă de protecție a ihtiofaunei apelor râului Prut. 
Cotul Sălăgeni reprezintă luciul de apă a unui braț format în lunca dreaptă a râului Prut și a fost instituit cu scop de protejare în vederea reproducerii mai multor specii de pești și a dezvoltării puietului acestora.